# Atletica leggera ai Giochi della XXIV Olimpiade - Salto in lungo maschile

Video della Finale

Il salto in lungo ha fatto parte del programma maschile di atletica leggera ai Giochi della XXIV Olimpiade. La competizione si è svolta nei giorni 25-26 settembre 1988 allo Stadio olimpico di Seul.

## Presenze ed assenze dei campioni in carica
| Competizione        | Atleta         | Prestazione | Seul 1988 |
| ------------------- | -------------- | ----------- | --------- |
| Olimpiadi 1984      | Carl Lewis     | 8,54 m      | Presente  |
| Commonwealth 1986   | Gary Honey     | 8,08 m      | Presente  |
| Goodwill Games 1986 | Robert Ėmmijan | 8,61 m      | Presente  |
| Europei 1986        | Robert Ėmmijan | 8,41 m      | Presente  |
| Panamericani 1987   | Carl Lewis     | 8,75 m      | Presente  |
| Africani 1987       | Paul Emordi    | 8,23 m      | Assente   |
| Mondiali 1987       | Carl Lewis     | 8,67 m      | Presente  |

## Turno eliminatorio
Qualificazione8,00 m
Cinque atleti ottengono la misura richiesta. Ad essi vengono aggiunti i sette migliori salti, per raggiungere il numero di 12 finalisti.

La miglior prestazione è di Mike Powell con 8,34 metri.
Il campione europeo, e primatista continentale, Emmijan si ritira per il riacutizzarsi di un dolore all'inguine.

## Finale
Stadio Olimpico, domenica 25 settembre.
Il campione in carica, Carl Lewis, è il primo iscritto a saltare, ma ottiene dai giudici di essere spostato in fondo alla lista perché ha terminato solo da un'ora il secondo turno dei 200 metri.

Piazza un primo salto a 8,41; il connazionale Myricks è secondo con 8,27. Al terzo turno Mike Powell sale fino a 8,49, ma Lewis risponde subito con 8,56. Nel turno successivo mette l'oro in cassaforte con un notevole 8,72.

Giovanni Evangelisti, punta di diamante del lungo italiano, salta in avvio di gara un promettente 8,08, ma poi s'infortuna e deve rinunciare agli ultimi tre salti, concludendo al quarto posto.
| Pos     | Paese e Atleta       | 1° salto | 2° salto | 3° salto | 4° salto | 5° salto | 6° salto | Miglior Misura | Note |
| ------- | -------------------- | -------- | -------- | -------- | -------- | -------- | -------- | -------------- | ---- |
| Oro     | Carl Lewis           | 8,41     | 8,56     | 8,52     | 8,72     | 8,52     | X        | 8,72           |      |
| Argento | Mike Powell          | 8,23     | 8,11     | 8,49     | X        | -        | X        | 8,49           |      |
| Bronzo  | Larry Myricks        | 8,14     | 8,27     | X        | 8,17     | X        | X        | 8,27           |      |
| 4       | Giovanni Evangelisti | 7,84     | 8,08     | 7,63     | -        | -        | -        | 8,08           |      |
| 5       | Antonio Corgos       | 8,03     | X        | X        | 7,86     | X        | 7,99     | 8,03           |      |
| 6       | László Szalma        | X        | X        | 8,00     | X        | X        | X        | 8,00           |      |
| 7       | Norbert Brige        | 7,87     | X        | X        | 7,97     | X        | X        | 7,97           |      |
| 8       | Leonid Voloshin      | 7,87     | 7,78     | X        | X        | X        | 7,89     | 7,89           |      |
| 9       | Pang Yan             | X        | 7,72     | 7,86     |          |          |          | 7,86           |      |
| 10      | Jarmo Kärnä          | X        | 7,81     | 7,82     |          |          |          | 7,82           |      |
| 11      | Emiel Mellaard       | 7,71     | X        | 7,51     |          |          |          | 7,71           |      |
| 12      | Mark Forsythe        | X        | X        | 7,54     |          |          |          | 7,54           |      |